# ハルマリン
ハルマリン (Harmaline) は、β-カルボリンに属すアルカロイドである。モノアミン酸化酵素阻害薬（MAOI）として作用する。ハルミンと共に、つる植物のバニステリオプシス・カーピや、ペガヌム・ハルマラの種子などに、あるいはヒトの生体内などに存在する。
その幻覚作用のためにテレパシンとも呼ばれていた。ハルマリンと近似の構造をもつハルミンはハルマリンの半分の効力か同等の効力という2種類の報告があり、LSDの8000分の1の効力である。作用時間は、4～8時間である。
ハルマリンは南米の植物の蔓に含まれ、蔓の樹皮と他の植物を含んだ飲料はアヤワスカと呼ばれる。